# Katedralen i Astorga
Katedralen i Astorga (spansk: Catedral de Santa María de Astorga) er en romersk-katolsk kirke i Astorga, Spanien. Den blev erklæret for nationalt monument i 1931.
Bygningsværket blev påbegyndt i 1471 inden for de samme mure som dets romanske forgængere fra det 11.-13. århundrede. Opførelsen varede indtil det 18. århundrede, således at dets oprindelige gotiske stil og udseende blev tilføjet elementer fra nyere stilarter, såsom det nyklassicistiske kloster (18. århundrede), de barokke tårne, kapitæler, facaden og renæssance-porticusen.
Det indre huser talrige kunstværker, såsom det flamsk-spansk retablo af St. Michael og det store alter af Gaspar Becerra (1558), der bliver betragtet som et mesterværk blandt spanske renæssance-skulpturer. Andre skulpturer omfatter "Purisima" af Gregorio Fernández (1626), Johannes Døberen og St. Hieronymus af Mateo del Prado (17. århundrede) og "Kristus, der går på vandet" (14. århundrede).
Ved siden af kirken ligger det ny-middelalderlige bispepalads, som er designet af Antoni Gaudí.